# Stover Strand
Stover Strand ist eine Gemarkung und ein Erholungsgebiet in der niedersächsischen Samtgemeinde Elbmarsch im Landkreis Harburg.

## Lage
Der Stover Strand liegt 25 km südöstlich von Hamburg und 5 km nordöstlich von Winsen (Luhe) in der Gemeinde Drage (Elbe). Nachbargebiete sind das Stover Holz und Elbstorf. Der angegliederte Elbstrand ist bei Ebbe über 700 Meter lang.

## Geschichte
Der Stover Strand ist seit der Bronzezeit besiedelt.  1162 wurde Stove zum ersten Mal erwähnt. Stove gehörte zum Kirchspiel Bergedorf. 1200 hat die Elbe ihren Flusslauf verlagert. Vor dem Zweiten Weltkrieg wurde das Gebiet für die Landwirtschaft genutzt. Nach Kriegsende wurde der Stover Strand zum Naherholungsgebiet für Hamburger, die mit einer Elbfähre von Altengamme über die Elbe kamen. Die Fähre fuhr noch bis 1965.
Ab 1950 begann zunehmend der Tourismus. Zuerst wurde auf den Wiesen an der Elbe gezeltet. Zeltplätze gab es beim Schützenhaus und auf der Stover Rennbahn. Später wurde auch hinter dem Deich gecampt. In den 1960er Jahren wurde der Stover Strand aufgeteilt.  1980/81 wurde der Deich zum Hochwasserschutz gebaut.